# Aleiodes pallidistigmus
Aleiodes pallidistigmus är en stekelart som först beskrevs av Telenga 1941.  Aleiodes pallidistigmus ingår i släktet Aleiodes och familjen bracksteklar. Inga underarter finns listade i Catalogue of Life.